# Trainingslandegestell
Ein Trainingslandegestell (auch Trainergestell) ist ein Hilfsmittel, das häufig Anwendung findet, um das Fliegen eines ferngesteuerten Modellhubschraubers zu erlernen, und dient dazu, bei kleineren Steuerfehlern des Piloten das in Bodennähe befindliche Modell vor einem Absturz zu bewahren und somit Schaden am Modell abzuwenden.

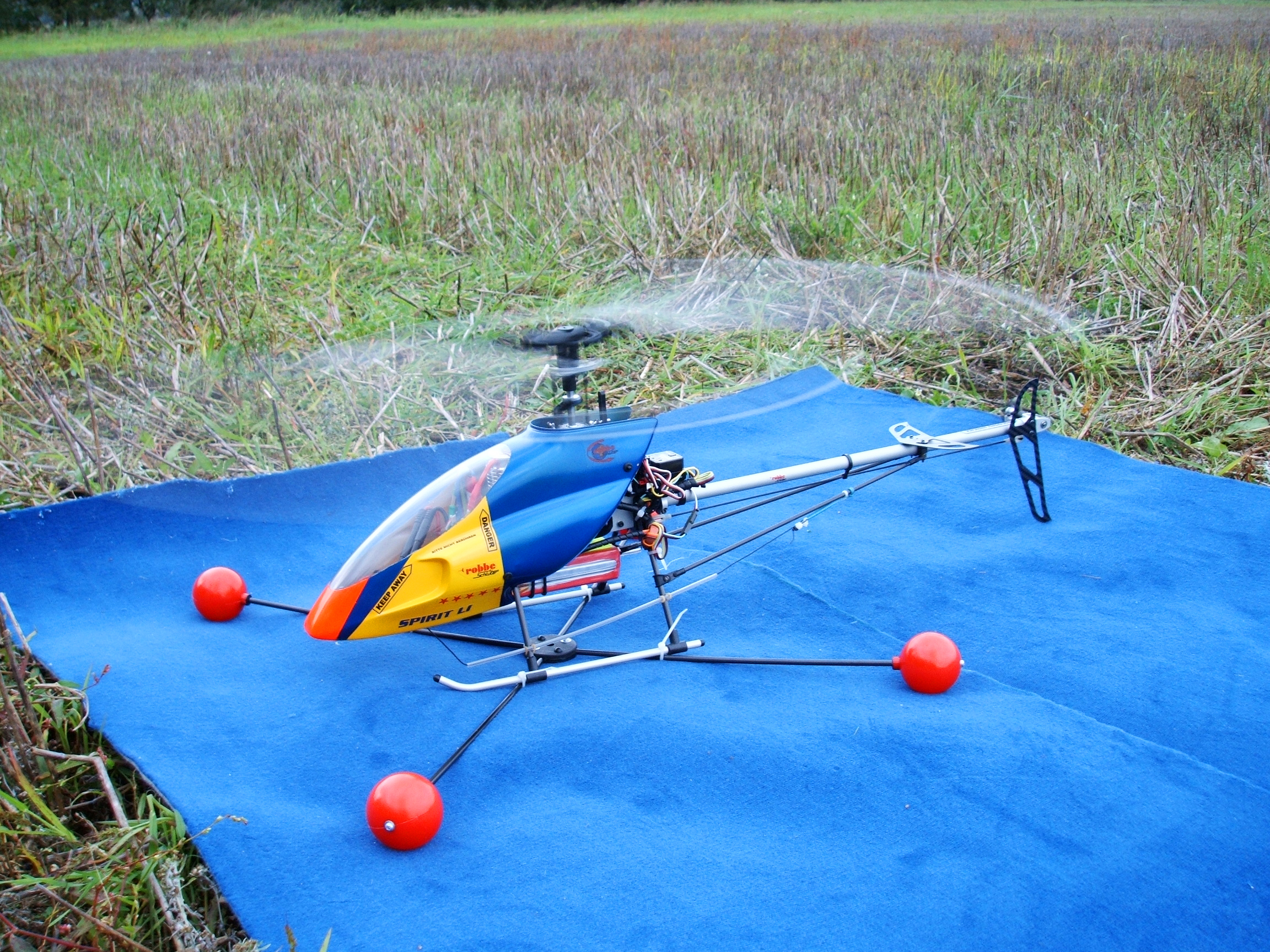
Ein Modellhubschrauber mit unter den Landekufen montiertem Trainingslandegestell

## Problemstellung
Das Fliegen eines ferngesteuerten Modellhubschraubers stellt hohe sensomotorische Anforderungen an den steuernden Piloten, da oftmals bis zu vier Steuerbewegungsrichtungen (Pitch, Heck, Roll, Nick) gleichzeitig ausgeführt werden müssen, um das Flugmodell in der Luft zu halten. Dies ist insbesondere bei Schwebeflugmanövern der Fall, da das Flugmodell hierbei ständig in nicht vorhersehbare Richtungen strebt und diese Bewegungen ausgeglichen werden müssen, damit das Modell keine Fahrtgeschwindigkeit in eine bestimmte Richtung aufnimmt oder in der Luft wegkippt, sondern weiterhin auf der Stelle schwebt.
Einsteiger, die das Fliegen des Modells erlernen wollen, sind insbesondere in der Phase der ersten Flugversuche häufig damit überfordert, diese vier Steuerrichtungen korrekt umzusetzen. Besonders in Bodennähe, wo naturgemäß die ersten Flugversuche unternommen werden, kann dabei das Flugmodell bei Steuerfehlern ernsten Schaden nehmen, nämlich dann, wenn die Landekufen sich am Boden verhaken, das Modell zu kippen droht oder die Haupt- oder Heckrotorblätter Bodenkontakt erhalten sollten.
Das Trainingslandegestell ist so konstruiert, dass es in bestimmten Situationen selbst bei Steuerfehlern ein Haken oder Kippen des Modells und einen Bodenkontakt der Rotorblätter verhindern soll.

## Aufbau und Anwendung

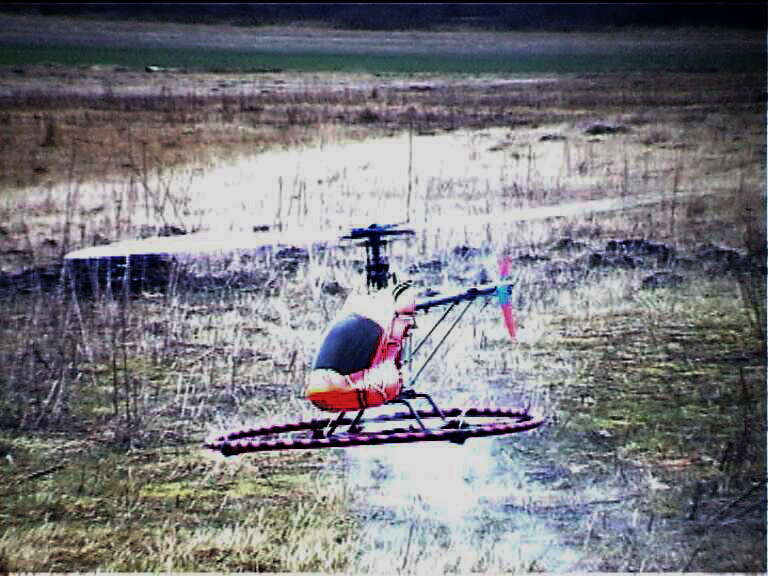
Ein selbstgebautes Trainingslandegestell (Reifenversion) unter einem Modellhubschrauber

Trainingslandegestelle werden von fast allen namhaften Herstellern der Modellbaubranche hergestellt und vertrieben, können aber auch mit relativ einfachen Mitteln selber hergestellt werden.
Es besteht aus einer Anordnung von zwei leichten Holz-, Metall-, Glasfaser- oder Carbonstangen, die meistens im 90° Winkel (Kreuz) zueinander montiert sind. An den äußeren Enden dieser Stangenanordnungen können Kugeln oder Bälle montiert sein, es gibt aber auch Ausführungen, die mit einem Hula Hoop-Reifen ausgestattet sind, der alle vier äußeren Enden miteinander verbindet.
Das so ausgestattete Trainingslandegestell wird nun unter die Kufen des Modellhubschraubers montiert und vergrößert dadurch die relativ schmale Kufenauflagefläche des Hubschraubers um ein Vielfaches. Somit kann das Modell nicht mehr so leicht zur Seite umkippen, wenn es Bodenkontakt erhält.
Durch den montierten Reifen bzw. die Kugeln an den Enden des Montagekreuzes kann sich das Modell auch nicht mehr so leicht an Bodengegenständen (Steine, Äste, Gras, Landeteppich) oder dem Boden selber festhaken, was ebenfalls einen Umsturz des Modells begünstigt hätte. Der Reifen bzw. die Kugeln rutschen im günstigsten Fall über Unebenheiten hinweg und helfen dabei, das Modell abzufangen und in eine günstige Ausgangslage zurückzubringen.
Das Trainingslandegestell kann effektiv vor Abstürzen in Bodennähe schützen. Allerdings kann es, insbesondere bei den Varianten mit den Kugeln oder Bällen, systembedingte Schwingungen aufnehmen und an die Bälle und somit äußeren Enden weitergeben. Dies wiederum kann die vibrationssempfindliche Bordelektronik (Kreiselsysteme) stören, so dass das Modell nicht mehr sauber fliegt. In diesem Fall ist Sorge zu tragen, dass die systembedingten Schwingungen nicht auf das Trainingslandegestell übertragen werden können.

## Alternative Lernmethoden
Neben einer praxisorientierten Erlernung der Steuerungsfunktionen des Modellhubschraubers am frei fliegenden Objekt, gibt es auch noch alternative Methoden zum Erlernen von kontrollierten Flügen mit dem Trainingslandegestell:
- Um eine Verlängerung bzw. Vergrößerung der Auflagefläche des Modellhubschraubers zu erwirken, können auch Schwimmkörper unter die Kufen montiert werden. Diese verkanten nicht so leicht wie die Kufen und dämpfen zudem den Aufprall auf den Boden bei zu harten Landungen oder Bodenberührungen. Sie haben somit eine ähnliche Funktion, wie das Trainingslandegestell, sind allerdings nicht immer für alle Modellhubschraubergrößen erhältlich.
- Es gibt auch Trainingsgestelle, bei denen der Hubschrauber auf ein schweres Gestell montiert und mit diesem über eine bewegliche Stange verbunden ist. Das Flugmodell lässt sich dann über diese im Gestell versenk- oder ausziehbare Stange eine festliegende Höhe (z. B. 20 cm) abheben und somit "gesichert" fliegen. Ein Absturz ist aufgrund der Verbindung mit dem Gestell nicht möglich. Bei diesen Gestellen werden allerdings die Steuerbefehle wie auch die Fluglage des Modells verfälscht, weil dieses eben mit dem Gestell verbunden ist und somit keine freien Bewegungen in der Luft machen kann. Die zuvor beschriebene Drifttendenz bei Schwebeflugmanövern entfällt, so dass der Flugschüler sich mit diesem Phänomen erst auseinandersetzen muss, wenn er frei fliegt.
- Es gibt auf dem freien Markt viele Flugsimulatoren für Modellhubschrauber, die sich am Personal Computer zu Hause nutzen lassen. In Verbindung mit einer kompatiblen Funkfernsteuerung oder einem Gamepad lässt sich so das Fliegen zu Hause erlernen. Kostspielige Reparaturen nach Abstürzen entfallen bei einem Simulator, allerdings sind die physikalischen Flugeigenschaften der Modelle nur nachempfunden und können von der realen Flugphysik und den Eigenschaften des realen Modellhubschraubers je nach Simulatorsoftware graduell bis erheblich abweichen.
- Das Fliegen kann auch in einer Flugschule[4] erlernt werden. Fluglehrer und Flugschüler koppeln dabei ihre Funkfernsteuerungen,[5] so dass der Lehrer jederzeit eingreifen und das Modell in eine günstige Fluglage zurückbringen kann, wenn das Modell abzustürzen droht oder für den Schüler in Abhängigkeit seiner Flugfähigkeiten unkontrollierbar wird.